# Samciînți, Nemîriv
Samciînți (în ucraineană Самчинці) este un sat în comuna Novi Obîhodî din raionul Nemîriv, regiunea Vinnița, Ucraina.

## Demografie
Componența lingvistică a localității Samciînți
     Ucraineană (98,15%)
     Rusă (1,85%)
Conform recensământului din 2001, majoritatea populației localității Samciînți era vorbitoare de ucraineană (98,15%), existând în minoritate și vorbitori de rusă (1,85%).